# Lands of Havoc
Lands of Havoc (lett. "terre della devastazione"), scritto The Lands of Havoc nella schermata iniziale, è un videogioco di avventura dinamica fantasy pubblicato nel 1985 per gli home computer Atari ST, Commodore 64, Enterprise e Sinclair QL dall'editrice britannica Microdeal. Alcune riviste lo giudicarono molto simile a Sabre Wulf del 1984.
Lands of Havoc fu il primo videogioco pubblicato commercialmente per Atari ST; era già uscito con successo per QL e C64, e poiché il programma era stato scritto su minicomputer VAX poté essere adattato facilmente per l'Atari.

## Modalità di gioco
Il giocatore controlla il rettile umanoide Sador e si avventura in un grande ambiente labirintico, a esplorazione libera, composto da molte schermate interconnesse. Uscendo da uno dei quattro lati di una schermata si passa istantaneamente a una schermata adiacente. Sador può muoversi in orizzontale e verticale e deve trovare determinati oggetti e ottenerne informazioni, con l'obiettivo finale di sconfiggere i signori oscuri che hanno causato la devastazione di queste terre.
La confezione originale include 9 mappe in cartoncino colorato che, affiancate come da istruzioni, formano la mappa degli 81 schermi in cui si svolge la prima parte del gioco, dopo la quale il giocatore non ha aiuti per orientarsi; in tutto ci sono ben 2000 schermi. Il territorio, a seconda della zona, è composto da nove tipi di paesaggio (foreste, villaggi, deserti, cimiteri, ecc.), che variano nell'aspetto decorativo delle pareti del labirinto. Lo stile generale però non varia, le pareti sono composte da blocchi che nella stessa schermata si ripetono identici, e in tutte le versioni del gioco lo sfondo è nero e oggetti e personaggi sono ciascuno di un solo colore.
In ogni schermata Sador deve continuamente affrontare più creature nemiche, dall'aspetto variabile a seconda del tipo di territorio, che si materializzano dal nulla e sottraggono energia al contatto. Per eliminare i nemici, che però ricompaiono poco dopo, Sador può sparare dei raggi solo in orizzontale.